# NGC 7058
NGC 7058 est un amas ouvert âgé d'environ 224 millions d'années. L'amas est situé dans la constellation du Cygne. Il a été découvert par l'astronome britannique John Herschel en 1829.
Wolfgang Steinicke ainsi que le professeur Seligman considèrent NGC 7058 comme un groupe d'étoiles et non comme un amas ouvert.

## Étoiles
Simbad montre aussi un bouton nommé Children. En cliquant sur ce bouton, on atteint une section de cette base de données qui renferme un tableau contenant 84 entrées pour NGC 7058, mais aucune de ces entrées ne se voir attibuées une désignation catalogue NGC 7058 NUM. Cependant, des étoiles (les Children) peuvent apparaître plusieurs fois dans la deuxième colonne du tableau, d'où le nombre de liens bibliographiques qui est supérieure au nombre d'étoiles. La quatrième colonne de ce tableau indique la probabilité que l'étoile appartienne à l'amas. En cliquant sur le titre de cette colonne, on peut classer la probabilité par ordre croissant ou décroissant. En cliquant sur la désignation de l'étoile, on atteint la page de Simbad qui résume ses propriétés.
Cet amas ouvert renferme peu d'étoiles, le site Lynga liste huit étoiles dans le champ de vision de l'amas, dont deux ont une probabilité nulle ou presque nulle d'appartenir à l'amas. Ces huit étoiles sont aisément identifiables grâce au logiciel Aladin.
| Nom            | Num # | α               | δ               | type | P (mas)         | d (pc)    | v (km/s)      | mV           |
| -------------- | ----- | --------------- | --------------- | ---- | --------------- | --------- | ------------- | ------------ |
| HD 203609      | #1    | 21h 21m 39.715s | 50° 50′ 16.051″ | A0 E | 2,6974 ± 0,0327 | 371 ± 4   | ?             | 8,07         |
| TYC 3601-206-1 | #2    | 21h 21m 46.470s | 50° 51′ 09.968″ | ?    | 0,7111 ± 0,0135 | 1406 ± 27 | ?             | 11,43 ± 0,11 |
| HD 235498      | #3    | 21h 21m 47.473s | 50° 49′ 31.844″ | A0 D | 2,7416 ± 0,0141 | 365 ± 2   | ?             | 9,62 ± 0,03  |
| HD 235499      | #4    | 21h 21m 48.427s | 50° 50′ 07.302″ | A2 E | 2,7443 ± 0,0291 | 364 ± 4   | ?             | 9,20 ± 0,02  |
| TYC 3601-645-1 | #5    | 21h 21m 49.203s | 50° 49′ 21.844″ | ?    | 2,7038 ± 0,0132 | 370 ± 2   | -17,06 ± 7,70 | 11,05 ± 0,08 |
| TYC 3601-416-1 | #6    | 21h 21m 56.124s | 50° 46′ 47.589″ | ?    | 2,6641 ± 0,0625 | 375 ± 9   | -23,82 ± 2,96 | 10,65 ± 0,05 |
| TYC 3601-182-1 | #7    | 21h 21m 57.223s | 50° 52′ 05.269″ | ?    | 4,1863 ± 0,0118 | 239 ± 1   | -40,71 ± 0,31 | 10,37 ± 0,04 |
| HD 235500      | #8    | 21h 22m 05.435s | 50° 48′ 37.769″ | A0 E | 2,6862 ± 0,0183 | 372 ± 3   | ?             | 9,47 ± 0,02  |

Comme on peut le constater, les étoiles #2 et #7 (numéros indiqués sur l'image) sont sans doute celles dont la probabilité d'appartenance est près de zéro.